# アルバロ・ゴンサレス・ソベロン
アルバロ（Álvaro）ことアルバロ・ゴンサレス・ソベロン（Álvaro González Soberón、1990年1月8日 - ）は、スペイン・カンタブリア州ポテス出身のサッカー選手。アル・ナスル所属。ポジションはDF。

## 経歴
2012年7月11日、レアル・サラゴサに4年契約で移籍した。
2014年7月28日、サラゴサのセグンダ・ディビシオン降格に伴い、RCDエスパニョールと5年契約を結んだ。
2016年8月31日、ビジャレアルCFに4年契約で移籍した。
2019年7月19日、オリンピック・マルセイユに期限付き移籍。買い取りオプション付きで、レンタル期間は1年間。
2020年6月30日、マルセイユが買い取りオプションの行使を発表した。移籍金は400万ユーロで、2023年まで契約を結んだ。2022年8月1日に退団。
2022年8月29日、アル・ナスルFCに加入した。